# Hydroides externispina
Hydroides externispina är en ringmaskart som beskrevs av Ian Rothwell Straughan 1967. Hydroides externispina ingår i släktet Hydroides och familjen Serpulidae. Inga underarter finns listade i Catalogue of Life.